# Willy Russ (Unternehmer)

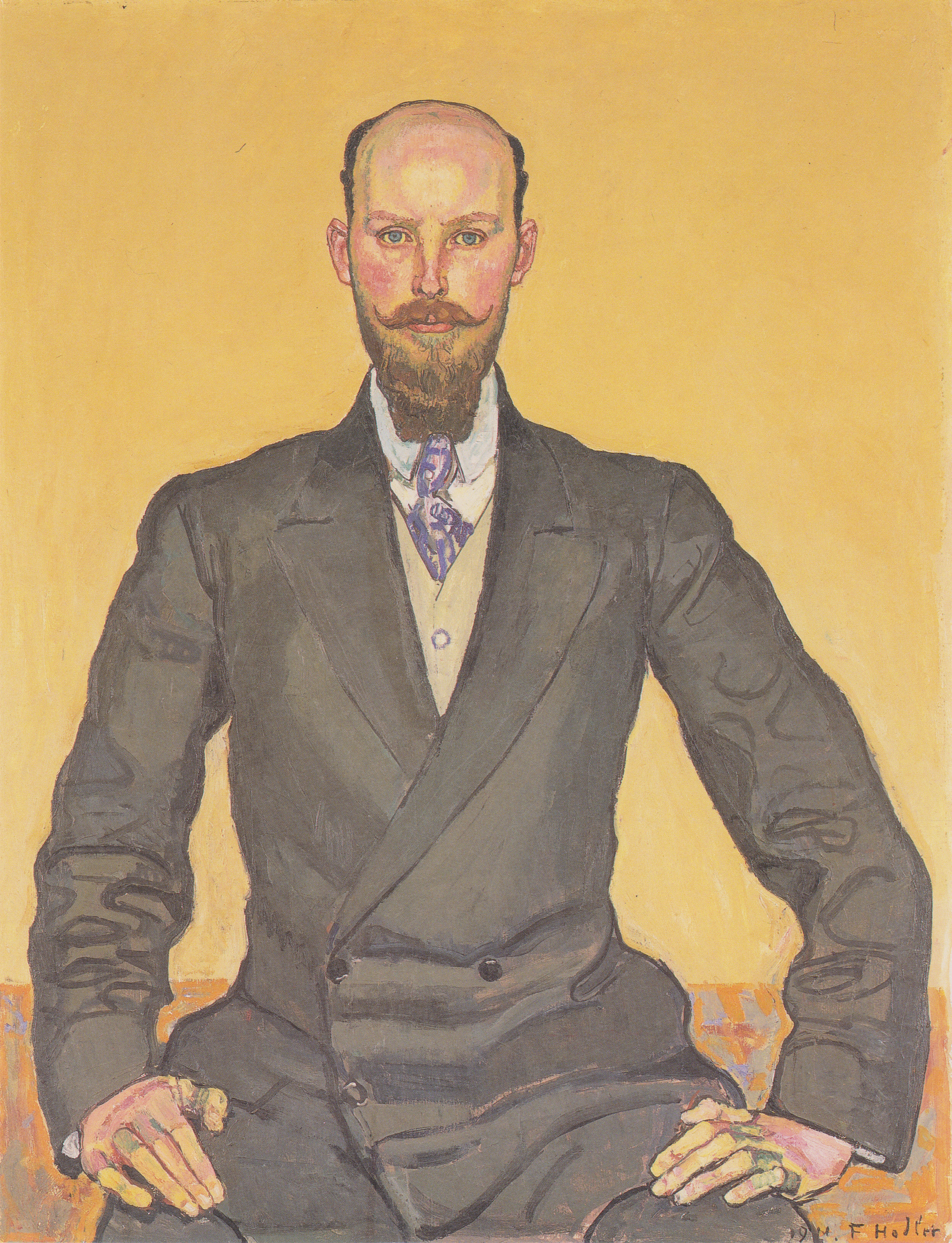
Ferdinand Hodler: Bildnis Willy Russ, 1911, Musée d’Art et d’Histoire de Neuchâtel

Willy Russ, auch Willy Russ-Young (geboren am 5. September 1877 in Neuenburg NE; gestorben am 16. Januar 1959 ebendort), war ein Schweizer Unternehmer, Kunstsammler, Museumskurator und Mäzen. Er leitete seit 1925 das Familienunternehmen Suchard. Seine Kunstsammlung umfasste Werke französischer und Schweizer Künstler aus der Zeit des ausgehenden 19. und beginnenden 20. Jahrhunderts. Den Schwerpunkt stellten Bilder des mit Russ befreundeten Ferdinand Hodler dar. Teile der Sammlung befinden sich heute im Musée d’art et d’histoire in Genf und im Musée d’art et d’histoire de Neuchâtel in Neuenburg.

## Leben

### Familie
Willy Russ kam 1877 in Neuenburg zur Welt. Sein Vater Carl Ruß (auch Karl Russ) stammte aus dem deutschen Ort Wald, einem heutigen Stadtteil von Solingen. Seine Mutter Eugénie war die Tochter von Philippe Suchard, Begründer des Neuenburger Schokoladenunternehmens Suchard. Nach dem Tod des Grossvaters 1884 übernahm sein Vater die Leitung des Unternehmens. In seinen Tagebuchaufzeichnungen der Jahre 1914–1918 beschrieb Willy Russ den Alltag einer grossbürgerlichen Familie in Neuenburg abseits des Krieges in Europa, seine Arbeit im Unternehmen und sein Interesse an den bildenden Künsten und an der Musik. Diese 1924 in Auszügen für die Familie zusammengefassten Gedanken wurden 2015 publiziert. 1926 veröffentlichte er eine Biografie über seinen Vater Carl Ruß.
Willi Russ heiratete in erster Ehe Emily-Isabella Young. Vom Nachnamen seiner Frau leitet sich sein Allianzname Russ-Young ab. In zweiter Ehe war er mit der aus den Niederlanden stammenden Maria-Anna Scholten verheiratet.

### Ausbildung und Beruf
Russ besuchte zunächst das Lycée in Neuenburg. Danach begann er eine kaufmännische Lehre in Winterthur, die er in Frankfurt am Main und London vertiefte. Er setzte seine Sprachausbildung in Schottland fort und hielt sich anschliessend sechs Monate in Irland auf. Es folgte ab 1897 eine Lehre als Chocolatier im Familienunternehmen Suchard. Er durchlief dort die verschiedenen Hierarchieebenen und wurde 1925 schliesslich Direktor und Verwaltungsratspräsident von Suchard.

### Musikalisches Interesse
Bereits als Kind zeigte Russ ein ausgeprägtes musikalisches Interesse. Er galt als talentierter Geiger und nahm während der Zeit seiner kaufmännischen Ausbildung parallel Musikunterricht. Am Dr. Hoch’s Konservatorium in Frankfurt am Main gehörte Willy Heß zu seinen Lehrern; in London studierte er an der Royal Academy of Music bei Émile Sauret. Durch Sauret lernte Russ bedeutende Geiger wie Eugène Ysaÿe und Pablo de Sarasate kennen. Später traf er weitere Musiker wie Ignacy Jan Paderewski, Camille Saint-Saëns, Gabriel Fauré und das Trio Alfred Cortot, Jacques Thibaud und Pau Casals. In Neuchâtel traten zwischen 1921 und 1923 verschiedene internationale Künstler in der als Konzertsaal genutzten Bildergalerie seines Hauses auf. Zudem gehörte Russ zu den Mitbegründern der Musikschule Conservatoire de musique de Neuchâtel. Die zahlreichen persönlichen Begegnungen mit Musikern beschrieb Russ in seinen Veröffentlichungen Quelques artistes que j’ai connus und Autographes de musiciens célèbres. Später erhielt er von Saurets Tochter, Elisabeth Edwards, eine Sammlung mit signierten und gewidmeten Fotografien bekannter Musiker des späten 19. und beginnenden 20. Jahrhundert. Diese Sammlung überliess Russ 1957 der Bibliotheque de la Ville de Neuchâtel.

### Kunstsammlung
Bereits in der Schulzeit interessierte sich Russ für Malerei. Dies verband ihn mit seinem Freund Edmond Bille, der später als Künstler Bekanntheit erlangte. Als Erwachsener lernte Russ in Winterthur bedeutende Kunstsammler wie Richard Bühler, Hedy Hahnloser-Bühler, Arthur Hahnloser sowie Theodor, Georg und Oskar Reinhart kennen, mit denen er seine Begeisterung für zeitgenössische Kunst teilte. In seiner Heimatstadt war Russ Mitglied der Société des peintres, sculpteurs et architectes suisses (Neuenburger Sektion der Gesellschaft Schweizerischer Maler, Bildhauer und Architekten).
Als Sammler ging Russ nicht systematisch vor, sondern verstand sich als Liebhaber von schönen Dingen. Neben Werken der bildenden Kunst erwarb er auch Kunsthandwerk wie chinesisches Porzellan, Perserteppiche oder japanische Bronzen. Bei den Werken der Malerei und Skulptur fokussierte er sich auf die Zeit zwischen 1860 und 1950, schloss dabei jedoch bewusst Werke des Expressionismus, Kubismus, Surrealismus und der Abstraktion aus. Russ baute seine Sammlung nicht kontinuierlich auf, sondern trennte sich im Lauf der Jahre von einzelnen Werken oder von ganzen Sammlungsgebieten.
Beispielhaft hierfür ist seine Sammlung mit Werken französischer Künstler. Diese entsprach in der Zusammensetzung denen anderer zeitgenössischer Schweizer Sammler und umfasste auch Werke von in Frankreich lebenden ausländischen Künstlern. So besaß Russ Gemälde des Romantikers Eugène Delacroix, der Realisten Camille Corot, Gustave Courbet, Honoré Daumier und von Adolphe Monticelli. Hinzu kamen Werke des Impressionismus, etwa von Claude Monet, Pierre-Auguste Renoir, Alfred Sisley, Edgar Degas und Camille Pissarro. Zu den herausragenden Beispielen spätimpressionistischer Malerei gehörten die Werke Waldinneres von Paul Cézanne (heute Fine Arts Museums of San Francisco) und Wäldchen von Vincent van Gogh (Privatsammlung).

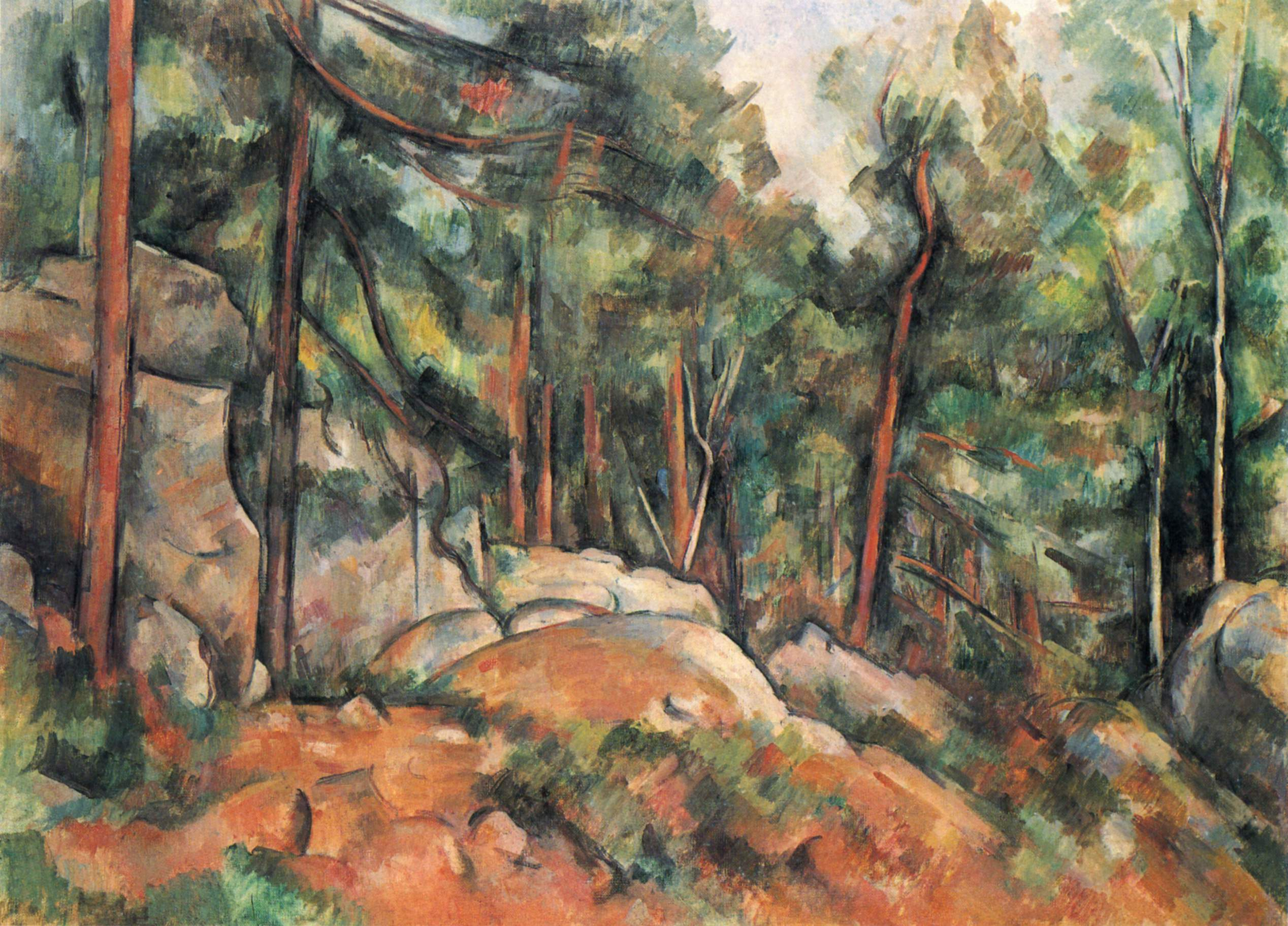
Paul Cézanne: Waldinneres, 1898–1899, Fine Arts Museums of San Francisco
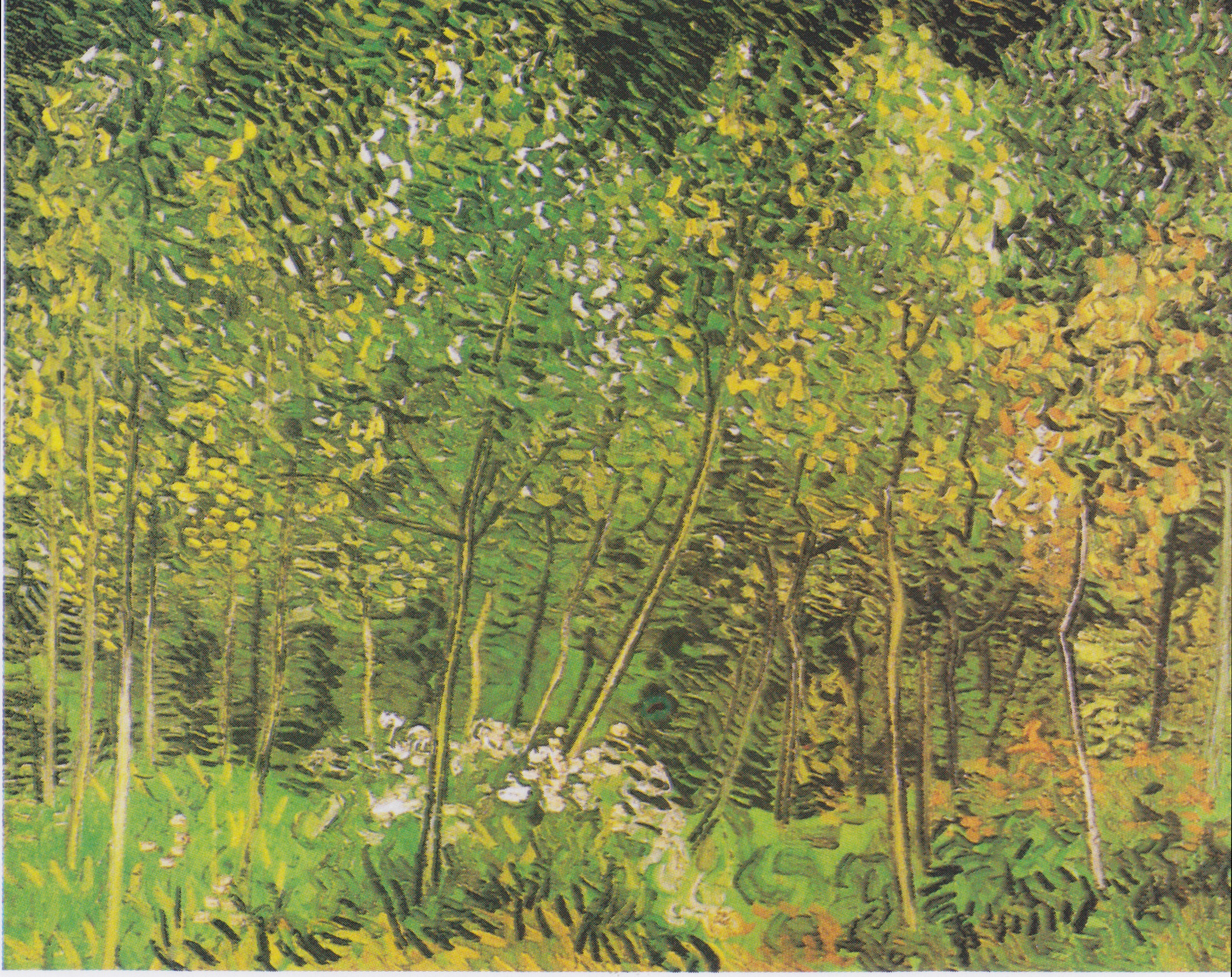
Vincent van Gogh: Wäldchen, 1890, Privatsammlung

Andere Bilder der Sammlung stammten von den Fauves Henri Matisse, Albert Marquet, André Derain, Henri Manguin und Maurice de Vlaminck oder von den Nabis Pierre Bonnard und Maurice Denis. Darüber hinaus gab es Bilder von Maurice Utrillo und den Symbolisten Eugène Carrière und Odilon Redon. Zwischen 1922 und 1924 trennte sich Russ vom Grossteil seiner Sammlung mit Werken ausländischer Kunst, um sich auf Bilder Schweizer Künstler zu konzentrieren. So verkaufte er an die Galerie Paul Valloton in Lausanne allein drei Werke von Renoir, zwei Arbeiten von Vuillard, ein Seestück von Courbet, ein Gemälde von Daumier, ein Bild von Pablo Picasso und sein Landschaftsbild von van Gogh.
Im Mittelpunkt seiner Sammlertätigkeit stand von Beginn an das Werk von Ferdinand Hodler. Er hatte dessen Bilder bereits 1896 während der Schweizerischen Landesausstellung in Genf gesehen, konnte sich aber zunächst nicht mit den dort gezeigten Motiven der Landsknechte anfreunden. Dies änderte sich 1900, als Russ Landschaftsbilder von Hodler sah. Entsprechend war seine erste Erwerbung eine Darstellung des Thunersees. In den Folgejahren kaufte er zahlreiche weitere Werke des Malers. Als 1923 seine Hodler-Sammlung publiziert wurde, umfasste sie 92 Gemälde und 75 Zeichnungen. Bis dahin und auch später gab es keinen derart grossen Bestand an Hodler-Arbeiten in privater Hand. Er umfasste Porträts und Selbstbildnisse, Akte, Landschaften und Werke mit historischen oder symbolischen Themen. Russ widmete sich bis zu seinem Tod 1959 intensiv dem Schaffen Hodlers. Er lernte den Maler 1911 persönlich kennen, als dieser sein Porträt malte, das sich heute im Musée d’Art et d’Histoire de Neuchâtel befindet. 1945 veröffentlichte er seine Erinnerungen an Ferdinand Hodler.

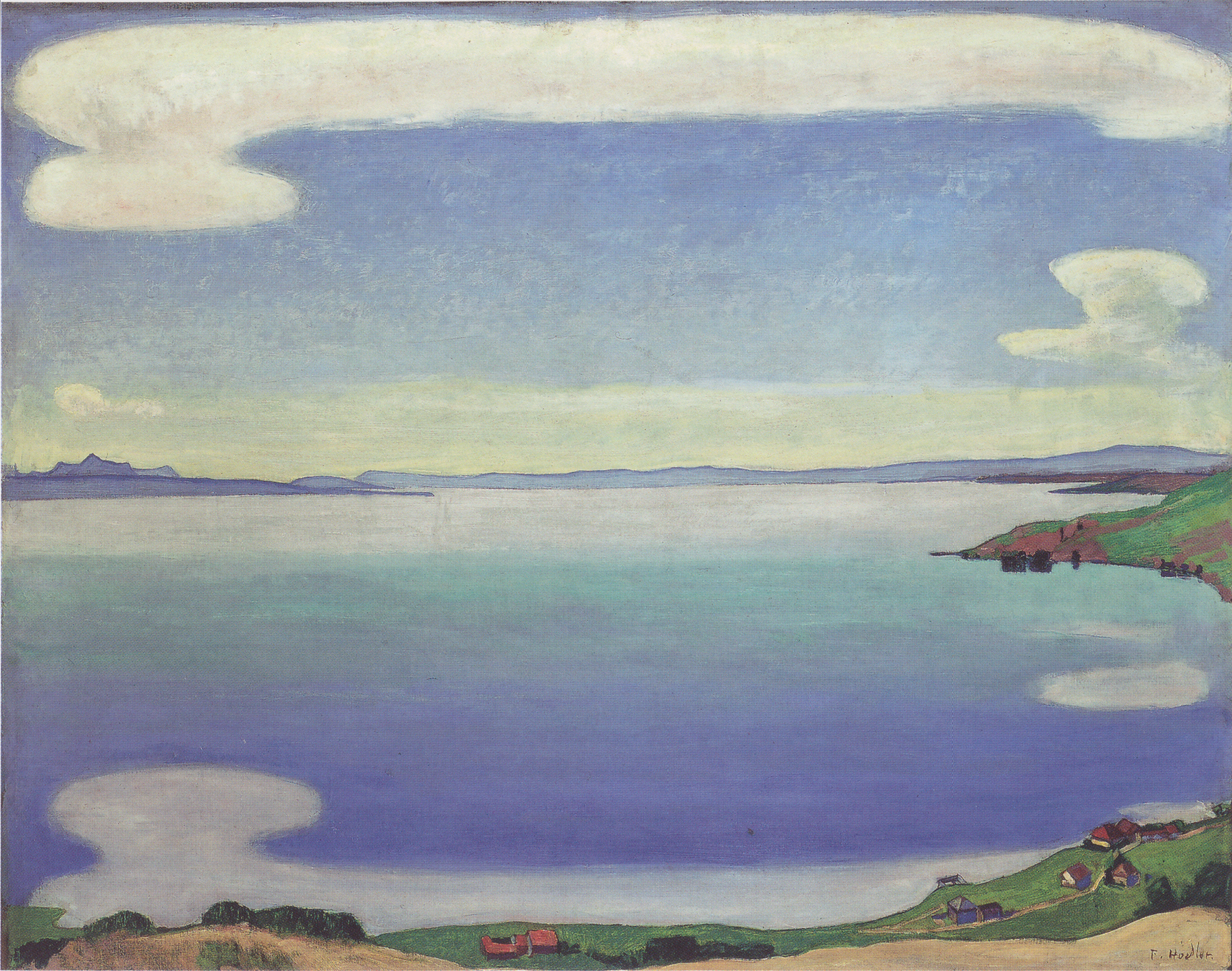
Ferdinand Hodler: Genfersee von Chexbres aus, um 1904, Musée d’art et d’histoire, Genf
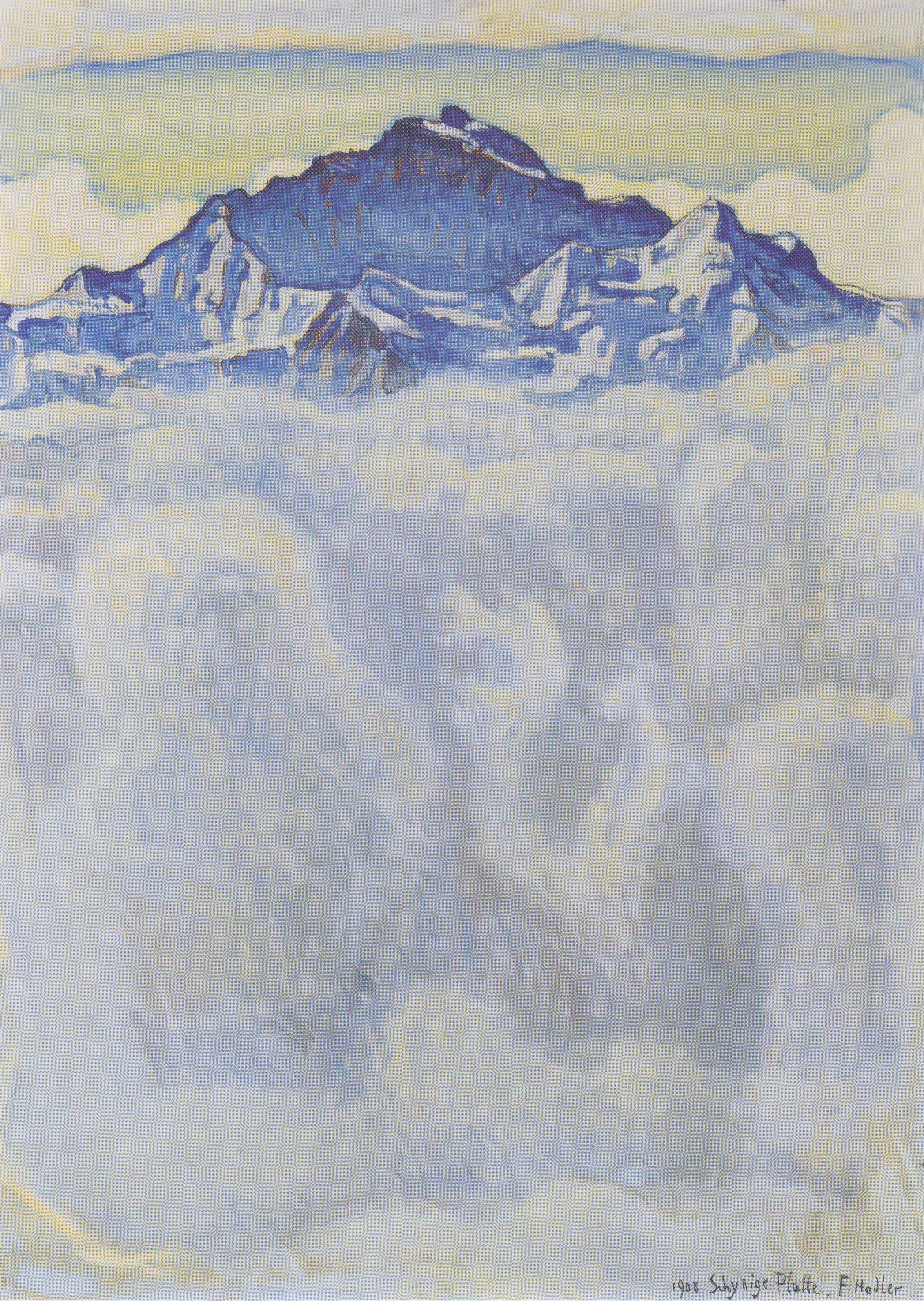
Ferdinand Hodler: Jungfrau über dem nebelmeer, 1908, Musée d’art et d’histoire, Genf
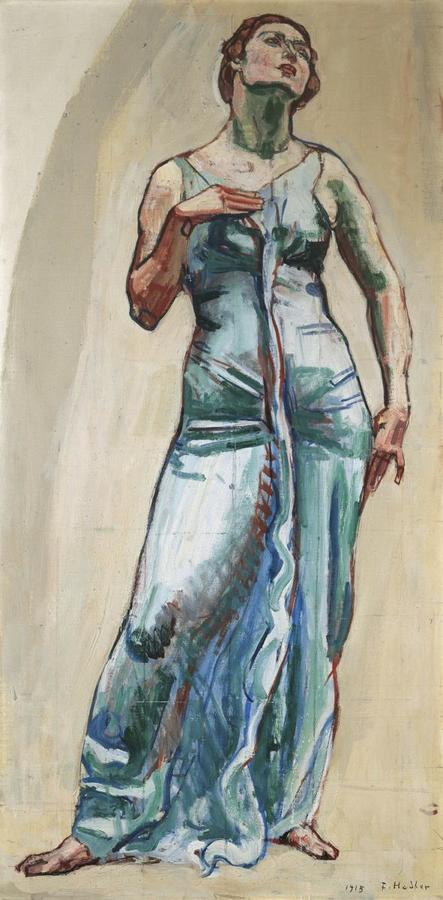
Ferdinand Hodler: Blick in die Unendlichkeit (Einzelfigur), 1913–1915, Musée d’art et d’histoire, Genf
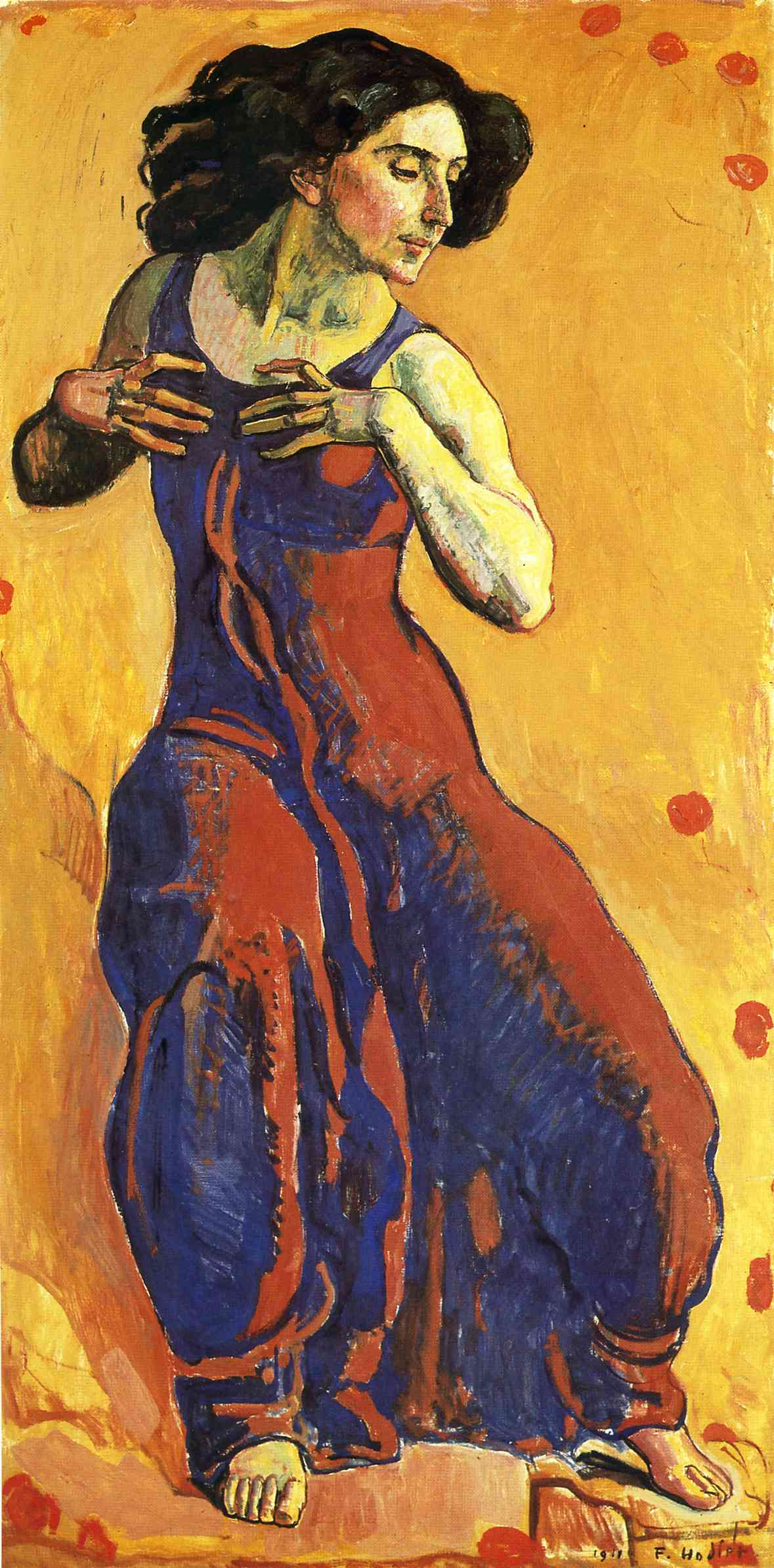
Ferdinand Hodler: Frau in Ekstase, 1911, Musée d’art et d’histoire, Genf
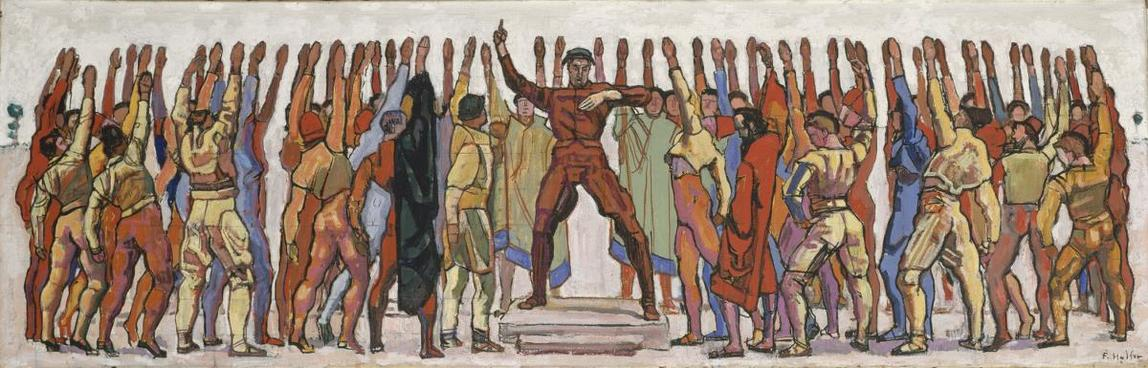
Ferdinand Hodler: Die Einmütigkeit (Genfer Fassung), 1911, Musée d’art et d’histoire, Genf
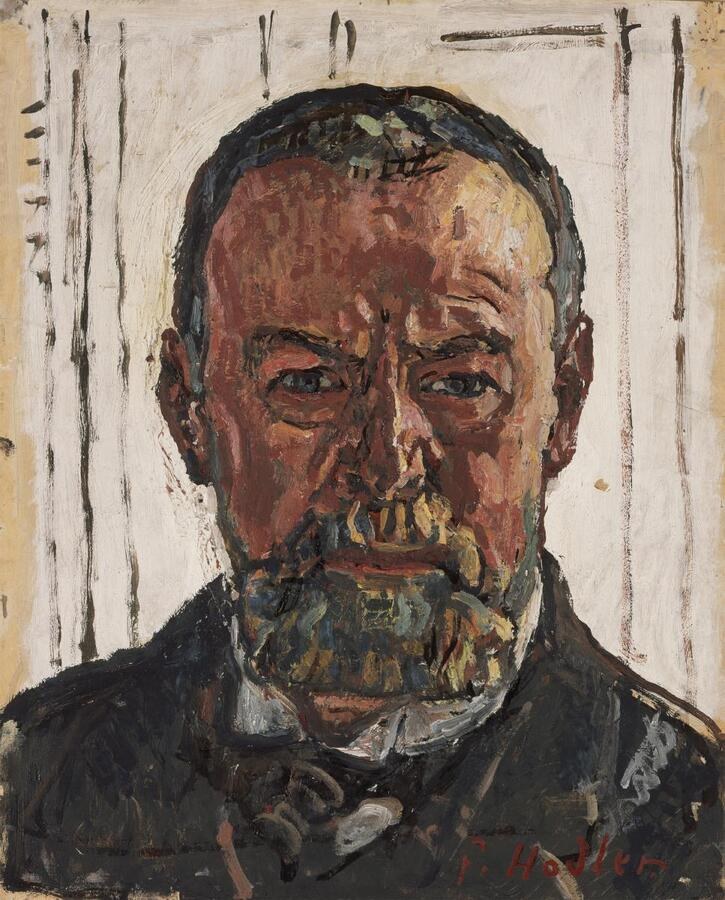
Ferdinand Hodler: Selbstbildnis, um 1917, Musée d’art et d’histoire, Genf

Die vorbehaltlose Begeisterung für Hodlers Werke wich bei Russ mit den Jahren einer differenzierten Haltung zum Schaffen des Künstlers. Während er weiterhin die Landschaftsbilder bewunderte, sah er andere Werke des Künstlers kritischer. Vor dem Hintergrund seines Umzuges in die Neuenburger Villa Eugénie 1928 und wirtschaftlichen Faktoren in den 1930er Jahren entschloss sich Russ, einen grossen Werkblock mit Holderarbeiten 1939 an das Musée d’art et d’histoire in Genf zu verkaufen. Auf diese Weise gelangten 58 Gemälde und 72 Bleistiftzeichnungen Hodlers in den Besitz des Museums. 1950 überliess er eine Reihe von Werken Hodlers dem Museum in Neuenburg. Andere Arbeiten gelangten durch Verkauf ins Kunstmuseum Basel, ins Kunsthaus Zürich, ins Kunstmuseum Luzern und an private Sammler wie Arthur Stoll und Oskar Reinhart.
Zur Sammlung Russ gehörten zudem Werke von älteren Schweizer Künstlern wie Josef Reinhard, Rudolf Koller, Frank Buchser, François Bocion und Albert Anker. Weiterhin fanden sich Bilder von Eugène Burnand, Charles Giron und aus dem Hodler-Umfeld von Max Buri, David Estoppey, Louis Dunki, Cuno Amiet, James Vibert und Rodo. Hinzu kamen Gemälde von René Auberjonois, Alexandre Blanchet und Giovanni Giacometti, dessen Gemälde Bambini nel bosco Russ bereits 1912 dem Museum in Neuenburg schenkte. Andere Werke stammten von Künstlern wie Albert Muret, Otto Vautier, Alfred Rehfous, Albert Welti, Pietro Chiesa, Rodolphe Théophile Bosshard, Carlos Schwabe, Hermann Huber, Wilhelm Gimmi, Alice Bailly und Félix Vallotton.

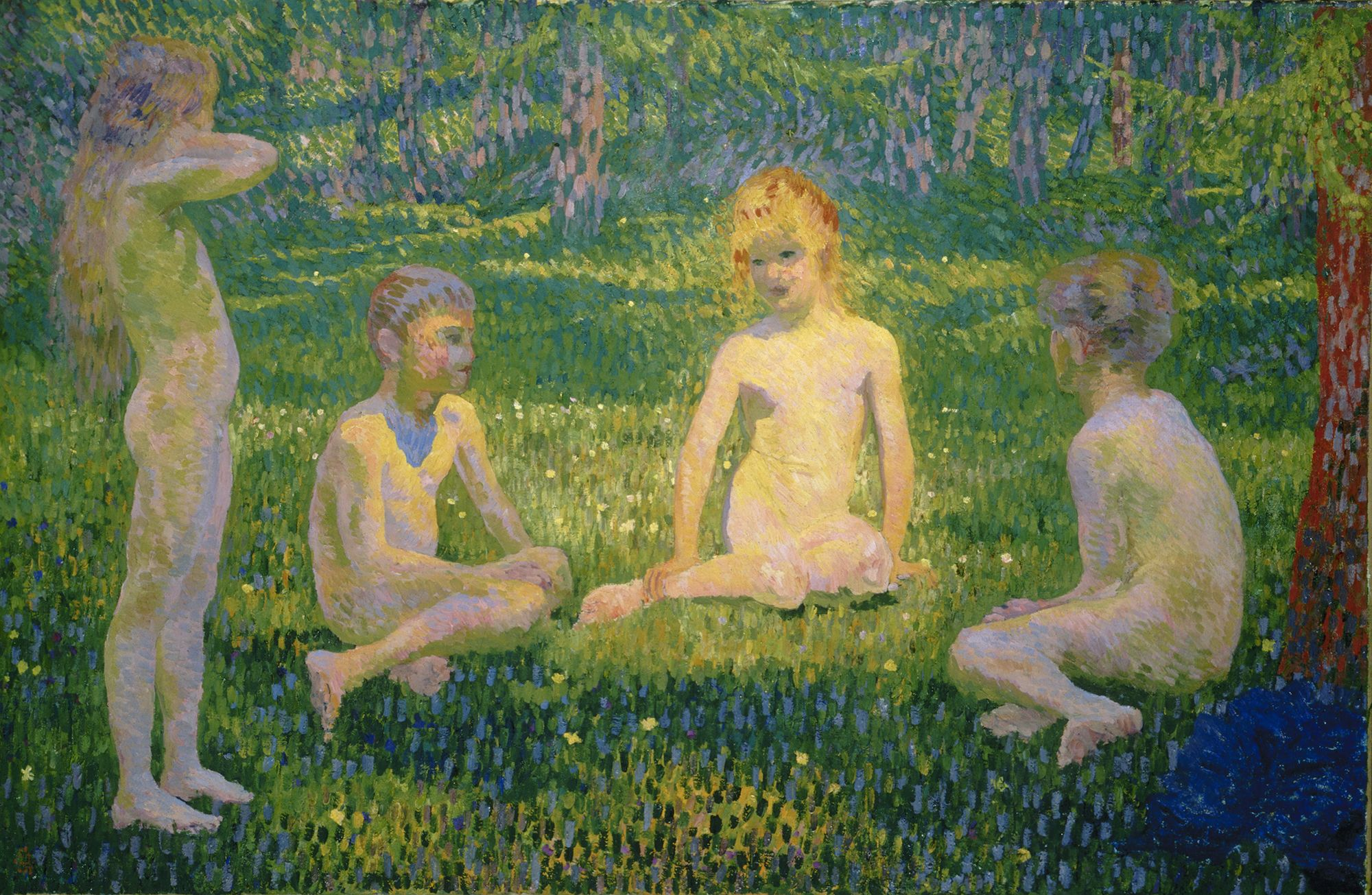
Giovanni Giacometti: Bambini nel bosco, 1909, Musée d’art et d’histoire, Neuenburg

Darüber hinaus setzte sich Russ für Künstler der Neuenburger Schule ein. Dabei erwarb er Gemälde von Louis de Meuron, Pierre Godet, Charles L’Eplattenier und Théophile Robert, aber auch von Künstlern aus der Region wie Charles Humbert, Philippe Aurèle Zysset, Georges Dessouslavy und François Barraud. Hinzu kamen Werke von Auguste-Henri Berthoud Blanche Berthoud, Léon Berthoud, Eugène Girardet, Édouard Jeanmaire, Gustave Jeanneret, Charles-Edouard DuBois, Edmond-Jean de Pury, Léo-Paul Robert, William Röthlisberger, Henry de Bosset, Paul Bouvier, Alfred Blailé, Edmond Bille, Charles-Clos Olsommer, Alice Peillon, Octave Matthey, Lucien Grounauer und die jüngeren Maler Maurice Robert, Pierre-Eugène Bouvier, Conrad Meili und Aimé Montandon.
Zudem trug Russ eine kleine Sammlung von Skulpturen zusammen. So besass er eine Studie der Buste de Balzac von Auguste Rodin, eine Buste de Paul Verlaine von Rodo und Werke von Aristide Maillol, Carl Angst, Hermann Haller, Paulo Röthlisberger und Luc Jaggi. Im Garten seiner Villa liess Russ Tierskulpturen von Charles Reussner aufstellen.

### Museumskurator
Der Gemeinderat von Neuenburg ernannte Russ 1941 zum Kurator des Musée d’Art et d’Histoire de Neuchâtel. Dieses Amt hatte er bis 1950 inne und wurde danach Ehrenkurator des Museums. Zuvor war er bereits seit 1909 Mitglied der Museumskommission (membre de la Commission du Musée des beaux-arts). In seiner Zeit als Kurator versuchte er das Museum durch unterschiedlichste Massnahmen zu modernisieren. So liess er die Galerieräume renovieren und präsentierte die Gemälde in einer luftigeren Hängung. Weiterhin organisierte er Konzerte im Museum und bot für Kinder Malwettbewerbe an. Zudem führte er Tage mit freiem Eintritt ein, was damals in der Schweiz neu war.
Russ organisierte 24 Wechselausstellungen im Musée d’Art et d’Histoire de Neuchâtel. Hierbei standen sowohl Werke regionaler Maler wie auch Arbeiten internationaler Künstler im Fokus. Auch thematische Ausstellungen wurden von ihm kuratiert. Zudem schenkte er dem Museum wiederholt Kunstwerke. Aus seiner Sammlung gelangten rund 100 Gemälde verschiedener Künstler und darüber hinaus Aquarelle, Pastelle, Zeichnungen, Kupferstiche und Skulpturen in den Besitz des Museums. Weiterhin überliess Russ dem Museum in Neuenburg 1950 zahlreiche Dokumente und Objekte aus dem Nachlass von Ferdinand Hodler. Dazu gehörten Bücher, Ausstellungskataloge, Fotos und Zeichnungen, aber auch Hodlerbildnisse und -büsten anderer Künstler, Hodlers Paletten und Pinsel und ein Abguss seiner Hand, die dem Maler auf dem Sterbebett abgenommen wurde. Durch diese Schenkungen konnten Anfang der 1950er Jahre vier Themenräume im Museum gestaltet werden. So entstanden 1951 ein Ferdinand-Hodler-Raum mit Dokumenten und Erinnerungsstücken an den Maler und ein Willy-Russ-Raum, in dem Werke von Hodler und Schweizer Künstlern der nachfolgenden Generation gezeigt wurden. 1953 kam ein Ausstellungsraum für den Maler Louis de Meuran hinzu und 1954 folgte ein Raum für den Maler Théophile Robert. Diese vier Räume bestanden in dieser Form bis zu einem Museumsumbau Ende der 1970er Jahre.

## Veröffentlichungen
- auf Deutsch übersetzt von Carl Albert Loosli: Karl Russ-Suchard 1838–1925. Attinger, Neuenburg 1926.
- Mes souvenirs sur Ferdinand Hodler. Editions de l’Arbalète, Lausanne 1945.
  - Deutschsprachige Version: Meine Erinnerungen an Ferdinand Hodler. Aare-Verlag,  Bern 1945.
- Souvenirs de 1914 à 1918: l’Europe en guerre, la Suisse et la chocolaterie Suchard, vision d’un industriel et amateur d’art neuchâtelois. Éditions Alphil, Neuenburg 2015, ISBN 978-2-8893-0033-4.